# Сосновка (Чистопрудненское сельское поселение)
Сосновка (до 1938 — Шельдкемен (нем. Scheldkehmen), до 1947 — Шельден (нем. Schelden)) — посёлок в Нестеровском муниципальном округе Калининградской области.

## География
Находится в юго-восточной части Калининградской области, в зоне хвойно-широколиственных лесов, в пределах Виштынецкой возвышенности, посреди лесного массива Роминтенская пуща, на расстоянии примерно 27 километров (по прямой) к юго-западу от города Нестерова, административного центра района. Абсолютная высота — 147 метров над уровнем моря.

### Часовой пояс
Посёлок Сосновка как и вся Калининградская область, находится в часовой зоне МСК−1. Смещение применяемого времени относительно UTC составляет +2:00.

## История
До 1936 года носил название Сцельдкемен (нем. Szeldkehmen). В период с 1936 по 1938 годы назывался Шельдкемен (нем. Scheldkehmen), с 1938 по 1947 годы — Шельден (нем. Schelden). В период с 2008 по 2018 годы Сосновка входила в состав Чистопрудненского сельского поселения Нестеровского района, с 2018 по 2022 годы — в состав Нестеровского городского округа.

## Население
| 1910 | 1933 | 1939 | 2002 | 2010 |
| ---- | ---- | ---- | ---- | ---- |
| 226  | ↗303 | ↗555 | ↘59  | ↘42  |

### Национальный состав
Согласно результатам переписи 2002 года, в национальной структуре населения русские составляли 74 %.